# Église Saint-Élie de Boljevac
Pour les articles homonymes, voir Église Saint-Élie.
L'église Saint-Élie de Boljevac (en serbe cyrillique : Црква Светог Илије у Бољевцу ; en serbe latin : Crkva Svetog Ilije u Boljevcu) est une église orthodoxe serbe serbe située à Boljevac, dans le district de Zaječar en Serbie. Elle est inscrite sur la liste des monuments culturels protégés de la république de Serbie (no SK 241).

## Présentation
L'église a été construite en 1861 et a été peinte et consacrée deux ans plus tard.
Elle est constituée d'une nef unique prolongée par une abside et précédée par un narthex.